# Edoardo Bennato Live! È Goal!
Edoardo Bennato Live! È Goal! è il 1º album dal vivo del cantautore italiano Edoardo Bennato, pubblicato nel 1984.

## Il disco
Racchiude in sé due brani registrati in studio: l'inedita È goal!, che diventerà sigla della Domenica Sportiva, e una nuova registrazione di Una settimana un giorno. L'album contiene le versioni live di Nisida e Canta appress'a nuie, due singoli discografici pubblicati rispettivamente nel 1982 e nel 1981, ma non inseriti nell'album del 1983 È arrivato un bastimento.
Le musiche sono di Edoardo Bennato. I testi sono di Edoardo Bennato tranne Un giorno credi, di Patrizio Trampetti.

## Tracce
LATO A
1. È goal! - 3:11 (Inedito)
2. Nisida - 6:07
3. Ogni favola è un gioco - 3:50
4. Canta appress'a nuie - 5:41

LATO B
1. Cantautore - 4:42
2. Un giorno credi - 2:41
3. La torre di Babele - 4:14
4. Lo show finisce qua - 4:03
5. Una settimana un giorno - 4:56